# Гюттінген-ан-дер-Киль
Гюттінген-ан-дер-Киль (нім. Hüttingen an der Kyll) — громада в Німеччині, розташована в землі Рейнланд-Пфальц. Входить до складу району Бітбург-Прюм. Складова частина об'єднання громад Бітбургер-Ланд.
Площа — 2,94 км2. Населення становить 333 ос. (станом на 31 грудня 2020).